# ウルトラマン (DCコミックス)
ウルトラマン（英: Ultraman）は、DCコミックスの出版するアメリカン・コミックスに登場する架空のスーパーヴィラン。ガードナー・フォックスとマイク・セコウスキーによって創造され、1964年の"Justice League of America #29"で初登場した。多元宇宙における悪のスーパーマン。

## 人物
本名：カル=エル (Kal-ll)　地球名：クラーク・ケント (Clark Kent)
「アース-3」のスーパーマンで、クライムシンジケート・オブ・アメリカのリーダーの1人。己の力による世界支配を目的とし、その野望はアース1などの別次元の地球も視野に入れている。アース3は、アース1（『ジャスティス・リーグ』の舞台となる世界）で善のキャラクターが悪、アース1で悪のキャラクターが善となっているため、ウルトラマンも悪のスーパーマンにしてアース3での最強のヴィランである。胸には巨大な「S」ではなく「U」と書かれている。
スーパーマンはクリプトナイトを弱点としており、触れると弱体化するが、ウルトラマンは触れるたびに強化していく。この強化の末に次元の壁の存在に気付き、クライムシンジケートが別次元に侵攻するきっかけとなる。クライムシンジケート内では参謀のオウルマンとともに、他のメンバーに顔がきき、さらにアース1やアース2のレックス・ルーサーと手を組んで作戦を実行したこともある。
「クライシス・オン・インフィニット・アース」にて、他のアース3の多くの住人と同様に、それぞれ消滅の道を辿る。だが、後に登場した新たなアース3のウルトラマンも、これらのことを記憶していた。
アース3のものが代表的であるが、アース43という吸血鬼の世界などでも登場している。
反物質として登場したウルトラマンは、別世界の悪のスーパーマンという立ち位置は変わらないが、地球の宇宙飛行士クラーク・ケントが強化された結果、スーパーマンのような力を得たという設定になっている。「フォーエバー・イービル」では、アーカム・アサイラムなどに攻め込んで各世界のヴィランを脱獄させ、世界を超越した巨大な犯罪組織を作り上げた。

## 交友関係

### クライムシンジケート
スーパーウーマン
本名：ロイス・レーン
アース3でのロイス・レーン。能力はワンダーウーマン同様、魔法の投げ輪を得意とする。
ウルトラマンの恋人でクライムシンジケート内の部下だが、他にもオウルマンやジミー・オルセンとも肉体関係を結んでいる。
オウルマン
本名：トーマス・ウェイン Jr.
アース3でのバットマン。
クライムシンジケートの頭脳と呼べる存在。しかし、スーパーウーマンとの一件のほか、悪の意識の違いなどから対立することもあり、ジャスティス・リーグ以上に一枚岩とは呼べない。
ジョニー・クイック
アース3でのザ・フラッシュ。薬の力により加速するが、薬が切れると思考も止まってしまう。
パワーリング
アース3でのグリーンランタン。魔法のリングを使用する。
ドクター・ヌーン
アース3でのドクター・ミッドナイト。
ホワイトキャット
アース3でのブラックキャナリー。
ホワイトマーシャン
アース3でのマーシャンマンハンター。
スペースマン
アース3でのスターマン。
バラクーダ
アース3でのアクアマン。
ダイナ・マイト
アース3でのアトム。
フィエロ
アース3でのファイア。
フロストバイト
アース3でのアイス。
ブラッドイーグル
アース3でのホークマン。
シルバーサイクロン
アース3でのレッドトルネード。
デッドアイ
アース3でのグリーンアロー。
エラスティマン
アース3でのエロンゲイテッドマン。
エレメントマン
アース3でのメタモルフォ。
スカラベ
アース3でのブルービートル。
アトミカ
アース3でのアトム

### 他のアース
レックス・ルーサー
スーパーマンの宿敵という関係性、さらにアース3でのレックス・ルーサーことアレキサンダー・ルーサー（アレックス・ルーサー）がウルトラマンの宿敵であるため、これらの宿敵を倒すために協力することも多い。
スーパーマン
本来は別次元の善と悪であるため、次元としても信念としても相容れにくい関係にあるが、協力したこともある。

## 映画
『スーパーマン』に登場。クラークの髪のDNAから生み出された凶暴なクローンで、レックスの手下である。